# Pierre J. Thuot
Pierre Joseph Thuot (* 19. Mai 1955 in Groton, Bundesstaat Connecticut, USA) ist ein ehemaliger US-amerikanischer Astronaut.

## Ausbildung
Thuot erhielt 1977 einen Bachelor in Physik von der United States Naval Academy und 1985 einen Master in Systems Management von der University of Southern California. 2004 erhielt er einen Abschluss vom Harvard Business School Advanced Management Program.
1977 kam Thuot zur United States Navy und wurde zum Marineflieger ausgebildet. Nach Stationierungen auf den Flugzeugträgern John F. Kennedy und Independence im Mittelmeer und in der Karibik absolvierte er die Navy Fighter Weapons School (TOPGUN) und die U.S. Naval Test Pilot School. Anschließend arbeitete er als Testpilot und Pilotenausbilder.

## Astronautentätigkeit
Im Juni 1985 wurde Thuot von der NASA als Astronautenanwärter ausgewählt. Er überprüfte Software im Shuttle Avionics Integration Laboratory und war Verbindungssprecher (CAPCOM) für zahlreiche Shuttle-Missionen. Er war leitender Astronaut des Astronautenbüros für Aufbau- und Wartungsoperationen der Internationalen Raumstation (ISS). Er leitete die Abteilung Mission Support und beaufsichtigte das Astronautentraining der Auswahl von 1995.

### STS-36
Thuot startete am 28. Februar 1990 mit der Raumfähre Atlantis zum ersten Mal ins All. Es wurde ein geheimer Satellit der US-Luftwaffe in einen niedrigen Orbit ausgesetzt, von wo aus dieser digitale Aufklärungssatellit den größten Teil der Erdoberfläche überwachen sollte.

### STS-49

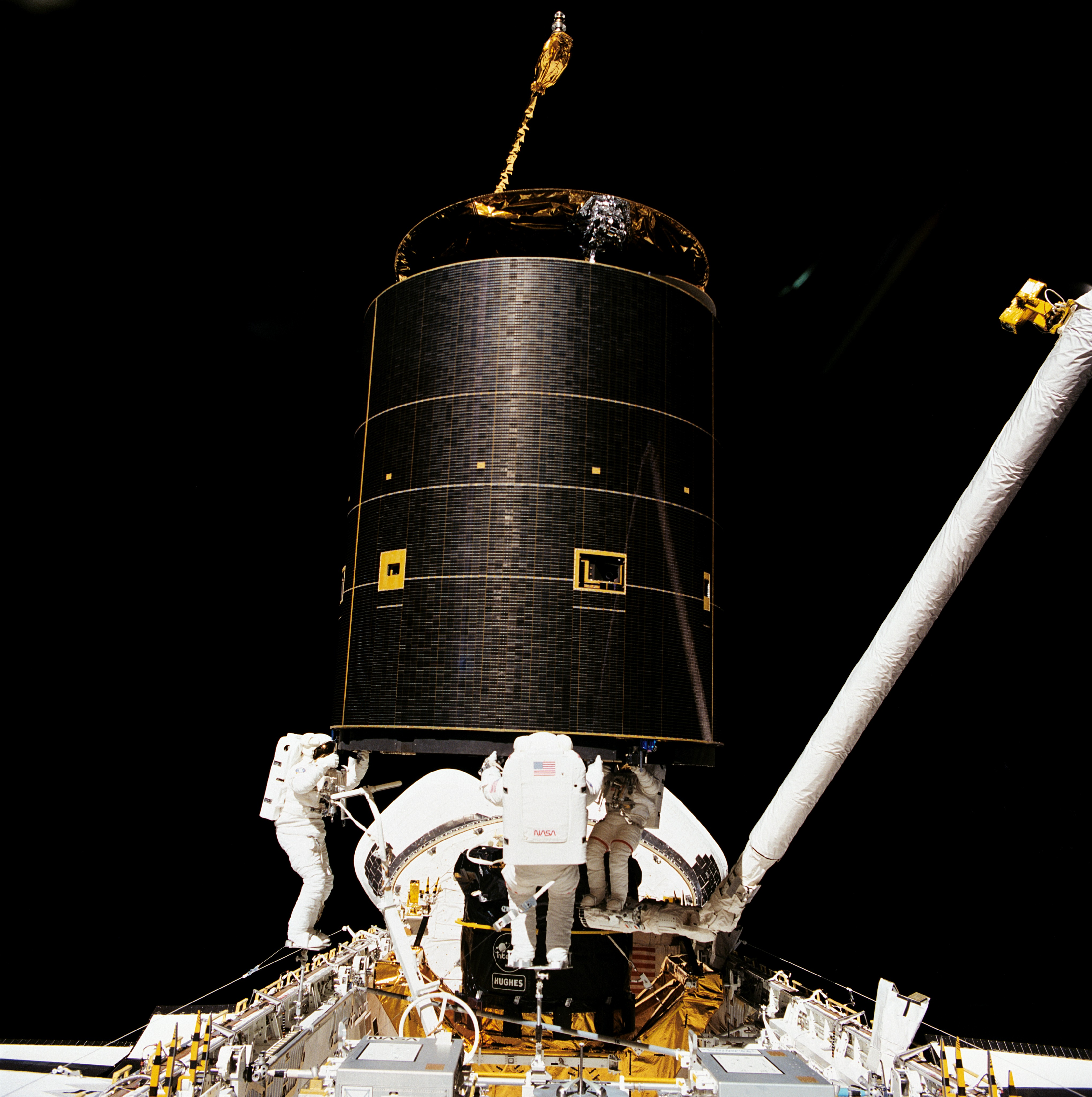
Hieb (links) fängt zusammen mit Akers (Mitte) und Thuot (rechts) den Intelsat-Satelliten ein

Am 7. Mai 1992 flog Thuot als Missionsspezialist auf dem Jungfernflug der Raumfähre Endeavour zum zweiten Mal ins All. Ziel dieser Mission war es, den zwei Jahre zuvor gestarteten Kommunikationssatelliten Intelsat VI-F3 für eine Reparatur zu bergen. Erst mit dem dritten Außenbordeinsatz (EVA) konnte der Satellit schließlich von Hand eingefangen werden. Daraufhin erhielt Intelsat einen neuen Apogäumsmotor, damit er eine vorgesehene geostationäre Umlaufbahn erreichen konnte. Bei einer weiteren EVA wurden Strukturen und Werkzeuge getestet.

### STS-62
Am 4. März 1994 startete Thuot als Missionsspezialist mit der Raumfähre Columbia zu seinem dritten Weltraumflug. Nutzlast waren die United States Microgravity Payload 2 (USMP) und Office of Aeronautics and Space Technology 2 (OAST). Mit diesen Nutzlasten konnten die Auswirkungen der Schwerelosigkeit erforscht werden.

## Nach der NASA
Im Juni 1995 verließ Thuot die NASA und kehrte zur Navy zurück. Später kam er in den Vorsitz der Abteilung für Luft- und Raumfahrttechnik der United States Naval Academy. Im Februar 1999 wurde er Vizepräsident, Administration bei der Orbital Science Corporation, Launch Systems Group. Danach arbeitete er als Senior-Manager für Space & Communications bei Global Aerospace and Defense Industry. Zurzeit ist er Präsident und CEO bei HawkEye.

## Privates
Pierre Thuot ist verheiratet und hat zwei Kinder.